# Stanislav Sevcik
Stanislav Sevcik (født 1. maj 1971) er en dansk skuespiller.
Sevcik er uddannet fra Skuespillerskolen ved Odense Teater i 2001. Han har flere roller ved teatret, bl.a. i Amor og Psyke og Hamlet.

## Udvalgt filmografi
- Nordkraft (2005)
- Grønne hjerter (2006)
- Ledsaget Udgang (2007)
- Kandidaten (2008)
- Vølvens forbandelse (2009)

### Tv-serier
- Forsvar (2003-2004)
- Klovn (2006)
- Anna Pihl (2006-2008)
- 2900 Happiness (2007)
- Album (2008)
- Forbrydelsen II (2009)
- Livvagterne (2009)
- Mille (2009)
- Kristian afsnit 5 (2009)
- Den som dræber (2011)
- Forhøret (2019-2023)
- Sommerdahl (2020-2023)